# Cindy Seinen
Cindy Seinen is een Nederlandse juriste en auteur van kinderboeken.
Seinen schreef de Kluitman-serie Toverteam, die geïllustreerd werden door Harmen van Straaten. Er verschenen twee delen in deze serie voor acht jaar en ouder, Toverteam (2011) en Held op hakken (2011). Zij was in het dagelijks leven werkzaam bij het het wetenschappelijk bureau van de Hoge Raad.
- International Standard Name Identifier: 0000 0003 6874 9176
- Nederlandse Thesaurus van Auteursnamen: 332773043
- Virtual International Authority File: 285817737
- WorldCat: E39PBJdgT7VkYFHkJ3Xc8HMHG3